# Quintus Haterius Antoninus
Quintus Haterius Antoninus était un sénateur romain actif sous le règne de Claude et de Néron.

## Biographie
Il était consul en 53, avec pour collègue de Decimus Junius Silanus Torquatus.
Antoninus était le seul enfant de Domitia et de Decimus Haterius Agrippa, consul en 22. Son grand-père paternel était l'influent orateur et sénateur Quintus Haterius; Ronald Syme suggère que sa grand-mère paternelle était la fille de Marcus Vipsanius Agrippa et de Caecilia Attica. Sabina Tariverdieva la croit être la fille de la sœur d'Agrippa, Vipsania Polla.
En 58, Antoninus avait dilapidé son héritage par des extravagances, lorsque l'empereur Néron lui donna une allocation annuelle de 500 000 sesterces; Marcus Valerius Messalla Corvinus et Aurelius Cotta, qui avaient également dilapidé leurs héritages, recevaient également des allocations annuelles de l'empereur. Selon Sénèque le Jeune, Haterius Antoninus était considéré par certains comme un chasseur d'héritage professionnel.